# Trampolína

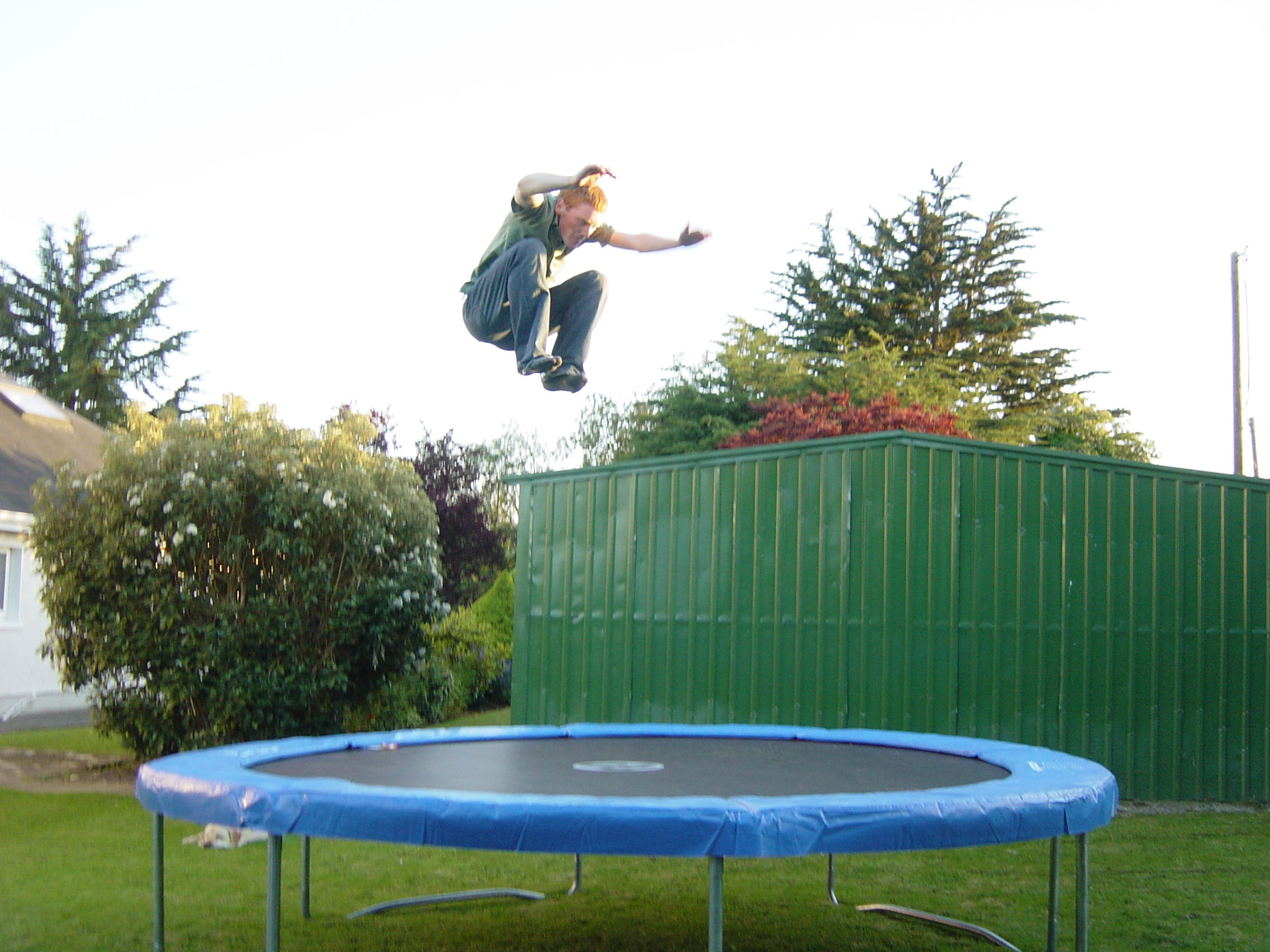
Mladík na vrcholu skoku na domácí trampolíně

Trampolína je speciální tělocvičné a sportovní náčiní určené pro skákání osob. Používá se v praxi jak pro rekreační účely a celkové tělesné posilování tak i pro gymnastickou sportovní činnost a závodění. Trampolíny jsou ve sportovní praxi také hojně hojně využívány pro nácvik a trénink sportovního odvětví zvané skoky do vody.
Skoky na trampolíně spadají pod sportovní odvětví sportovní gymnastika a jako takové jsou i olympijským sportem. Trampolína je náčiní potřebné na sport a tělocvik. Trampolína se používá ke skokům do výšky pro rekreační a sportovní účely. Skákání se uskutečňuje pro zábavu i za účelem závodění. Skoky na trampolíně se řadí do gymnastické sportovní činnosti a od roku 2000 náleží do letních olympijských her.

## Historie trampolíny
Předchůdci dnes známých trampolín byla pružná prkna, díky nimž se lidé dostávali do celkem značné výšky. Skákání se praktikovalo již během středověku, kdy došlo ke zkoušení různých akrobacií. Vznik trampolíny měl kolébku u Inuitů, kteří si ji vyráběli z mroží kůže. První skutečnou trampolínu sestavil francouzský akrobat du Trampoline. Inspiraci našel v odrazových schopnostech záchranných sítí, které se umisťovaly pod vysoké hrazdy pro bezpečnost. Du Trampoline sestavil trampolínu pro samostatné cvičení.
Novodobá historie trampolín se začala psát okolo roku 1936. George Nissen a Larry Griswold sestavili vlastní trampolínu a nechali si ji patentovat. Následně se George Nissen stal mistrem USA ve skocích do vody a skoky prováděl také na trampolíně. Zaměřil se na založení školy ve skocích na trampolíně a podařilo se mu vydat i metodické materiály.
Během druhé světové války se trampolína používala pro výcvik pilotů a později k výcviku ve vesmírných agenturách.

## Významná data historie trampolíny
- 1887 – Hasiči použili pro záchranu osob z hořících budov záchrannou síť, díky níž byl dostatečně utlumen doskok zachraňované osoby[2]
- 1942 – Griswold a Nissen začali se sériovou výrobou trampolín[2]
- 1947 – V Dallasu se uskutečnil první závod ve skocích na trampolíně
- 1964 – V Londýně se uskutečnilo 1. mistrovství světa v soutěži jednotlivců
- 1965 – První mistrovství světa v soutěžích synchronních dvojic proběhlo ve Francii
- 2000 – Skoky na trampolíně se objevily poprvé na letních olympijských hrách v Sydney[3]

## Materiály pro trampolíny
První trampolíny se zhotovovaly z kůží mrožů. Trampolína byla Griswoldem a Nissenem vyrobena z pevné tkaniny s kruhovými otvory na krajích. Látka byla napnuta díky pružnému lanu do rámu. Pro skákací plochu se dnes využívají speciální polypropylénová vlákna. Pružení zajišťují ocelové pružiny, často chráněné obaly. Levnější druhy trampolín se vyrábějí ze slabého materiálu PE – polyetylénu. Materiály s dlouhou životností zastupuje například PVC s mřížkou. Speciální povrchové úpravy materiálu nezpůsobují oděrky díky šetrnosti k lidské kůži.

## Druhy trampolín
Trampolíny jsou v současnosti k dispozici v různých tvarech – kruh, ovál, obdélník nebo osmihran. Trampolíny se odlišují podle materiálu a maximální nosnosti. Lze si pořídit trampolíny s nebo bez ochranné sítě. Trampolína je určena buď pro jednu osobu, anebo pro využití několika jedinci. Existují také trampolíny s rukojetí pro přidržení během skákání.

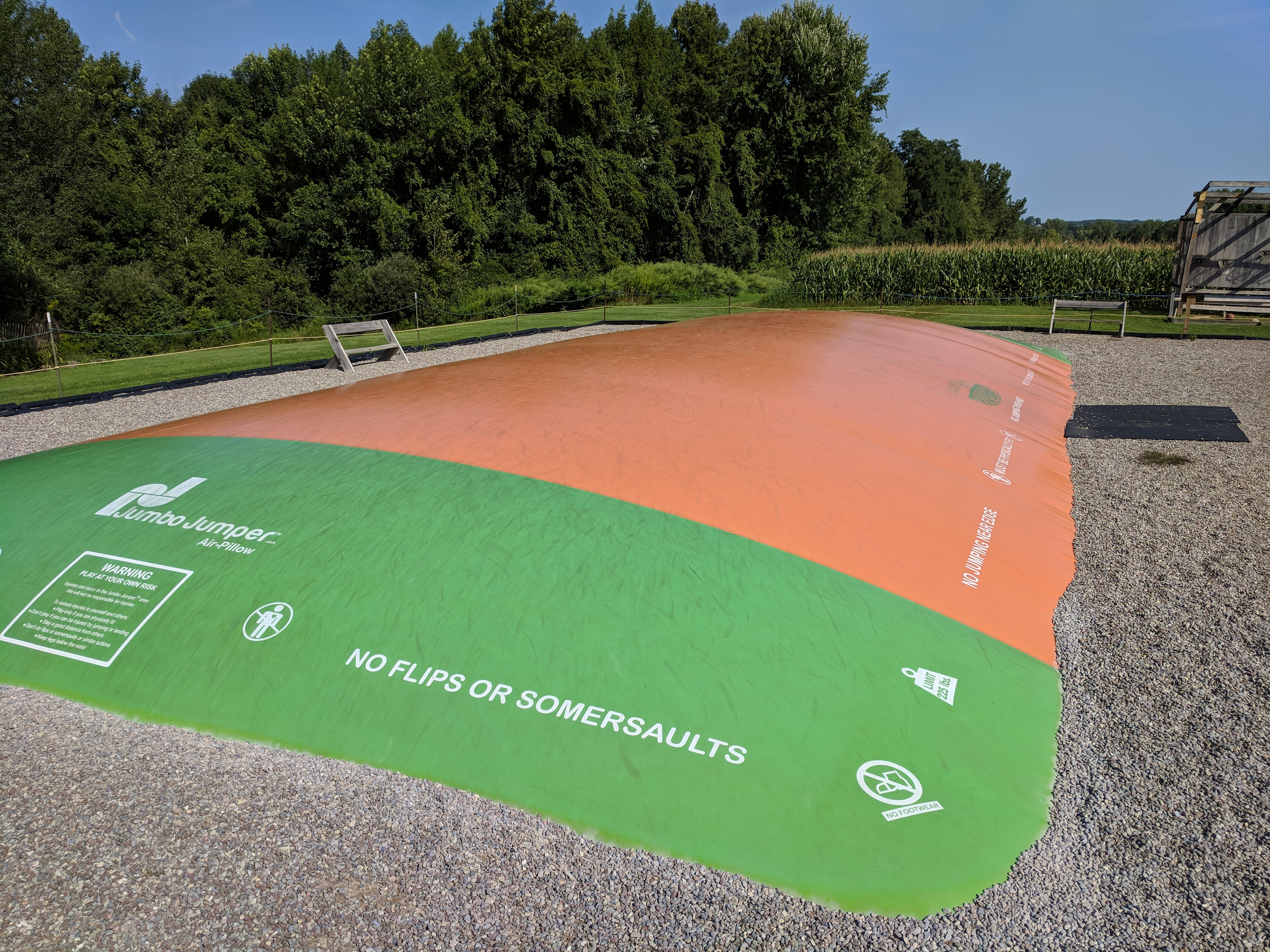
Vzduchová trampolína

Existuje též vzduchová trampolína, venkovní herní prvek, podobný nafukovacím hradům, který je pevně zabudován v zemi.